# Срби у Турској
Срби у Турској су грађани Турске српског порекла или људи рођени у Србији који живе и раде у Турској.

## Историја
Масовно насељавање Срба на простору данашње Турске почиње средином прве половине 16. века за време владавине Сулејмана Величанственог. То су била присилна насељавања српског становништва из Београда који су насељени у околину Истанбула, као и Срба из Срема или Поморавља који су насељени у неколико насеља на северозападу полуострва Галипоље - Галипољски Срби. Такође, у Турску су одвођени данком у крви где су од њих стварани јаничари, затим као робље у време ратова које су Турци водили са хришћанским силама у Подунављу, Посавини и на Балкану. Србе који су примили ислам и који су се насељавали из економских разлога су тако постајали грађани са потпуним правима Отоманске државе.
Срби из Београда насељени у Истанбулу као „лични робови“ Сулејмана Величанственог су имали многе повластице. Они су практично били издвојени од осталог становништва у својим насељима, а углавном су се бавили одржавањем водовода као и грађевинарством. Београдска шума у Истанбулу, тачније „Belgrad Ormani“ је добила име по београдским Србима који су на простору те шуме имали своје насеље. Срби су ту насељени како би чували изворе воде који су напајали читав Истанбул што је један од доказа колико су Срби имали битну улогу код Сулејмана Величанственог али и његових наследника. Они су имали и својеврсну специјалну заштиту, с обзиром на то да је у том региону био забрањен лов, као и сеча дрвећа и то под претњом смртне казне. Њихово насеље се звало Белиград, а један члан француске амбасаде у Османском царству је записао у свом дневнику да су постојала насеља Јени (Нови) Белиград, Орта (Средњи) Белиград и Султан Белиград. Срби су у тим насељима живели све до краја 19. века и избијања куге. Били су присиљени да се преселе, с обзиром да је вода била легло заразе, и тада нестају београдска насеља. Власти су их преселиле на оближње место којем су дали име Бахчекој, што је турска кованица од речи башта и село јер су Срби били врсни баштовани. Тамо више нема Срба, јер су га напустили приликом последњег грчко-турског рата. Њихова судбина је била таква да су све више и више примали грчки језик, те су се утопили у Грке, иако су вековима чували своје порекло, веру, језик па чак и стил облачења.
Истанбул има и Београдску капију која је сазидана пре турског освајања Цариграда по налогу деспота Ђурђа Бранковића.

## Демографија
На турском попису из 1965. године 6.599 грађана је рекло да им је српски језик матерњи а 58.802 да га користи као други језик, тако да се преко 65.000 људи изјаснило да говори српским језиком.
Према речима Драгана Милосављевића, председника Друштва српско-турског пријатељства "Инат", у Турској живи око 9 милиона људи српског порекла, од чега 3 милиона је у Истанбулу.
Док је, септембра 2014. године, амбасадор Републике Турске у Босни и Херцеговини изнео податак да само између 3 и 6 милиона људи који живе у Турској су пореклом са данашње територије БиХ.

### Цариград
Још у византијско време било је Срба у Цариграду. Када су Турци освојили тај град, променили су му име, али Срби га не зову Истанбул, него пре Стамбол. У град на Босфору могло се брзо стићи старим Цариградским друмом, који је био уређен и чуван а пролазио кроз целу Србију или пак лађом, спорије дуж разуђене обале Егејског мора.
Српски краљ Милутин је подигао (или обновио) после 1281. године у том граду - Продромов манастир (или манастир Петра) са црквом и болницом које је снабдео земљом и селима (за издржавање), купљеном од византијског цара. Продром значи "Претеча". Архиепископ Данило наводи задужбине краљеве: "У самом Цариграду, у месту званом Продром подиже божанствену цркву, дав јој небројено благо и створи многе дивне и прекрасне палате и постави "ксеноходије", а то ће рећи болнице." Објављен је 1877. године комплетан текст Хрисовуље српског краља Милутина, у којој се описује стварање његове задужбине у "Константинопољу" 1281. године. При манастиру се поред "гостопримнице" налазила и богата библиотека, у којој се налазио и бечки рукопис "Биоскоридес". Болница је имала много кревета, а у њој су непрестано бдијући над болесницима, радили вешти лекари, добро плаћени. У болници је затим отворена својеврсна Медицинска школа тзв. "Мусион", која је радила до пропасти Цариграда. У манастирској цркви "Петре" се чувала некад половина главе Св. Јована Крститеља. Ту су боравили српски калуђери, којима се обратио српски архиепископ Никодим, да му пошаљу грчки текст "Типика Св. Саве Јерусалимског" да би се превео на српски језик. Византијски цар Манојло II Палеолог и његова супруга Јелена (Српкиња) у манастирској цркви су давали помене преминулом царичином оцу, Константину Драгашу "блаженом и великославном господару Србије". Султан Мехмед II је исти дао некој српској властелинки 1464—1465. године.
Српски краљ Стефан Дечански је био у ропству у Цариграду, са породицом, тада малим сином Душаном. Касније је ту на брдашцу између Галате и Пере, у "Војводиној улици", где је "ђеновеска кула", тамновао краљевић Марко Мрњавчевић. Та грађевина се у народним песмама звала "Маркова кула". Много касније 1840. године Илија Гарашанин председник министарства кнежевине Србије, побегао је пред опасношћу од Обреновића, у Цариград, где је нашао уточиште.
Када је султан Сулејман Величанствени 29. августа 1521. године освојио Београд, раселио је Србе. Велика група је на челу са иконом Богородице Београдске, протерана у Цариград и Малу Азију. По Илариону Руварцу понели су Срби следеће светиње: мошти Св. Петке, мошти царице Теофаније, икону Св. Богородице коју је осликао Св. апостол Лука.
У Цариграду су Срби насељени на једном месту, које се по њима назвало "Београд махала". У том предграђу - дотад војничком кварту званом "Девтерон" (византијском), је подигнута 1539. године српска православна црква, посвећена Успенију Пресвете Богородице. Цркву је посетио академик Стојан Новаковић током посете Истанбулу 1898. године. Часопис "Нова искра" је 1899. године објавио фотографије тог српског храма, споља и изнутра, а дневник "Време" пола века доцније. По турским изворима насељено је 500 српских породица, надомак Црног мора. Било је то у ствари "село Београд", а Белиград-махала се види и на старим картама, налазила јужно у урбаном делу града. Један од оријентира ту је и "Београдска капија" (Белгради капу). Налазила се неколико стотина метара од замка "Једи куле" (седам кула), где је крајем 19. века улазила жељезница у град. По Скарлатију махала се налазила "даље од Златних врата ка Силивријским вратима" у подграђу Псаматија. Срби су са собом донели још друге драгоцености, међу којима и руку Св. Варваре, и поменуту - "једну велику икону Богородице позлаћену и посребрену", која је завршила код васељенског патријарха. Наводно је султан тражио за њу 12.000 дуката, или ће је бацити у море. Успенска или "Београдска црква" (1898) је била у центру насеља, имала порту, звоник импровизован на високом дрвету платана - са два звона, и пратеће црквене зграде. Порта је била ограђена каменом, а храм простран а низак, сиромашног уређења. На јужном крају порте била је "агијазма" (света, лековита вода) са капелицом, у којој су старе иконе и бунар са добром пијаћом водом. Црква је од камена пешчара, дуго је била развалина а оправљена је 1837. године. На иконостасу су још тада биле четири престоне иконе, донете из Београда. Икона "Богородица Београдска" коју је донео у Београд у 13. веку српски краљ Драгутин имала и у Цариграду чудотворно дејство, надалеко позната. На једној престоној икони су били остаци натписа на српско-словенском језику и година 1539.
Пред Други светски рат тамошњи становници су говорили да су пореклом Срби, иако друге везе са српством више нису имали. Такође, тада се каже да је та "Српска црква" посвећена у ствари Рођењу Богородице, а не Успенију, а да је Грци зову "Панија Белградијани". И звоник је тада био сав од жељеза, са звоном набављеним 1908. године. Храм је имао чудотворне "синџире", којима су везивани психички болесници на улазу у цркву, на неколико дана, док се не смире. Једна велика крађа је однела те чувене "београдске" синџире и друге драгоцености. Црква је после Другог светског рата срушена. Претходно је српски научник архитекта академик Јован Дероко је 1953. кратко истраживао српско наслеђе у граду на Босфору. Оставио је скице положаја некадашњег "Београдског села" у "Београдској шуми" (код обале Црног мора), те цркве Београдске Богородице (до које води "Београдска улица", од пролаза званог "Београдска капија", кроз Теодосијеве зидине града) и "Београдске махале" - насеља надомак обале Мраморног мора. Две године касније 1955. Турци су извели погром и протеривање цариградских Грка и Срба, када је уништена и та, некада српска црква. Тада је нестала чувена, драгоцена икона Богородице Београдске, донета из Београда где је град и Србе штитила од турских напада у 16. веку.
Део Срба је насељен и у једно село поред Бујукдера, са циљем да ту воде бригу и чувају цариградски водовод и акумулационо језеро. Било је то "Српско село". Трећи топоним у Цариграду је шума "Београд", која се налази "сат времена" северно и северозападно од Терапије и Бујукдера. Поменуто "Српско село" је било испресецано потоцима, који су се сабирали у језеру између храстова, букви и кестенова, који ту граде лепе шуме. Изван села налазила се стара црквица са гробљем. Српске старине приграбили су временом тамошњи Грци, а Срби су, 1898. године причало се, били расељени из Српског села, због лошег чувања водоводних акумулација. Покренули су Срби у Цариграду 1889. године акцију да подигну своју, нову цркву у том граду. Помагала им је у науму амбасада Аустроугарске. Срби у Истанбулу су пред Први светски рат 1914. године заиста покренули акцију да се у том граду подигне "српска светосавска црква". Разлог је био у томе што је тих година кренуло масовно насељавање Срба у град на Босфору. У том циљу организован је "Одбор за купљење прилога и градњу цркве" на чијем су се челу налазили: Марко Живковић председник, Тома Хркаловић потпредседник, Мило Зелиновић благајник а прота Васо Ковачевић - тајник (секретар).
У Цариграду су се извесно време бавили наши стари путописци Доситеј Обрадовић, Герасим Зелић (1788) и други. Пренумерант једне књиге био је у Цариграду Јован Квекић "корабља капетан".
У 19. веку постојала је у том граду велика колонија новопридошлих Срба. О њема се може исписати културна хроника на основу претплате за књиге и часописе. Први српски заступник (устанички) у Цариграду био је 1805. године Живковић. Српски посланик у Цариграду био је 1828. године кнез Стојан Симић, а његов писар Јован Антић. Јавља се 1831. године у Тамнави, у тамошњем (свом) селу Свилеуви као претплатник српске књиге - Лазар Теодоровић са супругом Маријом и сином Милошем - "депутат народа Србскога у Цариграду". Купац српске историјске књиге био је 1837. године Симеон Протић Гучанин, секретар српског депутирства у Цариграду. Мијајло син Лазе Зубана члана Совјета српског учио је школу 1843. године у Цариграду. Године 1848. једну српски наслов узима у Цариграду архимандрит Онуфрије Ноновић - Хиландарац, са пет егземплара.
У турској престоници борави српско посланство, откако је кнежевина Србија постала аутономна. Њен посланик 1851. године Константин Николајевић узима три примерка једне српске књиге, а извесни Јоко Прлаин - један. Други Србин (Аустријски), Јован Радосављевић је тада начелник при Аустријском генералном конзулату. Посланик Николајевић је 1855. године нашао у Цариграду једно писмо султана Бајазита писано са Косова Поља, чију је копију доставио Српском ученом друштву у Београду да га објави. Јован Антић "бивши капућехаја" у Цариграду купује другу књигу у Београду (и 1854). После пропасти босанског устанка 1858. године Турци су многе истакнуте Србе затворили а неке и у Цариград у тамницу отерали. Спасао их је руски посланик Игњатијев, и већина се руским бродом вратила преко Одесе и Румуније кући. Остала су двојица - поп Давид Рогић (из Бравског) и Васо Поповић (из Приједора); наставили су ту живот и рад. Поп Давид је служио при православној цркви Св. Николе (где се служило на словенском језику) а Васо је постао "каваз" (чувар) дипломата цариградских. Био је 1860. године установљен један велики пренумерантски пункт у Цариграду за набавку Вукове историјске књиге. Било је ту на списку и људи у пролазу. Помињу се пренумеранти: М. А. Петронијевић српски капућехаја тамошњи, Сава Апостоловић драгоман агенције, Агоб Бозовић ћатиб агенције, Никола Живковић капетан пристаништа агенције, Јанићије Поповић ученик у Семинарији, три ученика турског језика - Перица Трифуновић, Павле Апостоловић и Мргидич Боозовић, К. Рајнов званичник у министарству просвете, Гавро Вучковић депутат босански, Спиро Јовић Стратимировић званичник при Великобританском конзулату, Нико Његушић адвокат, др Мијаило Турчиновић лекар, пуно Срба трговаца (17), три босанска фратра цркве Св. Ђорђа у Цариграду, преко 30 што капетана - што чланова бродских посада разних држава, два калуђера Високих Дечана, руски посланик у Варни итд. Вуков немачко-српски речник помогли су својим позамашним прилогом у Цариграду: Рус Игњатијев руски посланик са 100 ф, српски заступник Јован Ристић 50 ф. и трговац тамошњи Спиро Сортан са 20 ф. Осим њих јавља се и нарочити претплатнички пункт са цариградским Србима: Матија Дуић писар Љубановићев, скупљач претплате, Митар Љубановић управитељ Царских башта, Радо Ђаконовић надзиратељ путева, Стево Вукотић од грађевине путева, Нико Рађеновић "инџилир путева" (инжењер), Иво Црногорац писар Вукотићев и Стјијепо Станишић.
Почетком 1895. године у Цариграду се помињу следећи привредници: Винарску радњу на велико и мало држао је Марко Живковић у свом магацину бр.15 у Галати. Штампарију у којој је штампан "Цариградски гласник" држали су А. Зелића синови, уз њу су имали и папетерију у Галати. Синови Зелићи су имали поред поменуте главне папетерије, и на још две локације "велику фабрику" штампарску, литографску и папетерију са књиговезницом (у Пери, улица Балкан), те "фабрично одељење" у Галати (главна улица Махмудије). То њихов фабричко одељење и главна радња смештени у главној улици у Галати, су једва избегли пропаст током јулског пожара те 1895. године. Изгорело је близу 25 кућа и тик пред њиховом зградом је ватра савладана. Али страдале су им ствари и намештај и то од воде приликом евакуисања из зграде. Ватра је угрозила и стан уредник цариградског српског гласила и редакцију, али је заустављена. Књижарницу је држао и Лазар Крстић у Јуксек калдрми, а трговачку радњу имао Наум Гавриловић. У главној цариградској улици званој Пери, основали су 1898. године Лазар Крстић и Лазар Пантић пивницу "Јагодина", у којој су точили и тада познато "Јагодинско пиво" фабриканта пивара Косовљанина. Постојале су 1903. године српске радње у Цариграду: ковачка у Фурдуклији и вртарска у Орта-кеју. Године 1904. новине српске помињу још две српске терзијске радње у Цариграду; једна - Саве Радуловића у Пери а друга - Шпире Никаљевића у Галати. Њихово пословање је било везано за потребе Срба Помораца и Црногораца који су се ту у пролазу бавили.
У Цариграду је постојала српска народна школа 1856. године. Први њен учитељ био је Димитрије Гавриловић, који је умро 1896. године у Цариграду. Обновљена је српска школа 1892. године. Прославили су многобројни Срби у Цариграду 1895. године празник Св. Саву на свечан, достојанствен начин. Прво је света литургија служена у православном храму Св. Николе у Галати, на "словенском језику". Чинодејствовали са српске стране прота Греговић и синђел Нићифор Перић, уз Грка и Руса свештеника. Главни гости су били породица српског конзула др Владана Ђорђевића са посланством. Прешло се затим на Панкалду, где је била српска школа, да се прослави школска слава. По освећењу и резању славског колача, проф. Стојићевић је одржао пригодну светосавску беседу. Увече је у гостионици "Велика Британија", приредила вечеру са игранком, "Српска ђачка омладина у Цариграду".
Новосадски књижар Арса Пајевић послао је "Српској Цариградској гимназији" маја 1898. године више годишта часописа које је његова штампарија радила. Захвалио му се јавно преко новина, управник те школе проф. Милош Динић.
Године 1925. бројала је Српска колонија у Цариграду 6.000 чланова. На челу колоније били су: председник Милан Шајиновић и потпредседници - Никола Пушић и Стефан Јерасимовић Тетовац, посластичар. Власник у то време највећег цариградског хотела "Токатлијан", био је Далматинац, Нико Медовић. Имовину је стекао женидбом са кћерко власника Цинцара. Радила је у граду и Зелићева штампарија - на гласу као највећа и најмодернија, а најбоља посластичарница у чаршији носила је име "Београд". У згради југословенског посланства уређена је православна капела. У грчкој махали званој Саматија, налазило се српско војничко гробље са 122 донетих ту са стране, погинула и пострадала војника Србина.

## Познате личности
- Махмуд-паша Анђеловић, велики везир у Отоманском царству
- Ахмед-паша Херцеговић, велики везир у Отоманском царству
- Мехмед-паша Соколовић, велики везир у Отоманском царству
- Омер-паша Латас, војсковођа и гувернер у Отоманском царству
- Мило и Павле Бакић, суоснивачи Галатасараја
- Ивана Серт, српско-турска модна дизајнерка
- Хидајет Туркоглу, турски кошаркаш[29]
- Семих Ерден, турски кошаркаш
- Омер Ашик, турски кошаркаш
- Синан Гулер, турски кошаркаш
- Ендер Арслан, турски кошаркаш